# Larry Reinhardt
Larry Reinhardt, né le 7 juillet 1948 en Floride, mort le 2 janvier 2012, surnommé « Rhino », est un guitariste américain.

## Carrière
Il débute dans divers groupes à la fin des années 1960, notamment dans The Second Coming, où il côtoie Dickey Betts et Berry Oakley, futurs membres de l'Allman Brothers Band. En 1970, il rejoint Iron Butterfly, où il tient la guitare aux côtés de Mike Pinera en remplacement d'Erik Braunn. Le tandem n'apparaît que sur l'album Metamorphosis, le groupe s'étant séparé l'année suivante.
Reinhardt forme ensuite le groupe Captain Beyond avec le bassite Lee Dorman (un autre ex-Butterfly), le batteur Bobby Caldwell et le chanteur Rod Evans (ex-Deep Purple). Le groupe sort trois albums durant sa brève existence (1971-1973 et 1976-1977). Reinhardt participe par la suite à divers groupes qui ne rencontrent pas le succès (The Ryno Band, Mad Dancer). Il rejoint à l'occasion les réunions d'Iron Butterfly conduites par Dorman, et a reformé Captain Beyond entre 1998 et 2002 avec Bobby Caldwell et d'autres musiciens. Il a sorti son premier album solo en février 2009.
Il meurt le 2 janvier 2012.

## Discographie

### Avec Iron Butterfly
- 1970 : Metamorphosis

### Avec Captain Beyond
- 1972 : Captain Beyond
- 1973 : Sufficiently Breathless
- 1977 : Dawn Explosion
- 2000 : EP Don't Cry Over Me / Gotta Move / Be As You Were / Night Train Calling (Crystal Clear)
- 2002 : Far Beyond a Distant Sun - Live Arlington, Texas (enregistré en 1973)

### AvecBobby Womack
- 1974 : Lookin' for a Love Again

### En solo
- 2009 : Rhino's Last Dance